# Heroes All
Heroes All is een documentaire uit 1920 die het Amerikaanse Rode Kruis volgt terwijl ze veteranen van de Eerste Wereldoorlog verzorgen. De film werd in 2009 opgenomen in het National Film Registry.